# Anisomeridium carinthiacum
Anisomeridium carinthiacum är en lavart som först beskrevs av Julius Steiner och som fick sitt nu gällande namn av Richard Clinton Harris. 
Anisomeridium carinthiacum ingår i släktet Anisomeridium och familjen Monoblastiaceae. Arten är reproducerande i Sverige.